# Светловщина (Харьковская область)
Светловщина (укр. Світловщина) — село, Катериновский сельский совет, Лозовский район, Харьковская область, Украина.
Код КОАТУУ — 6323981506. Население по переписи 2001 года составляет 232 (92/140 м/ж) человека.

## Географическое положение
Село Светловщина находится на левом берегу реки Лозовая,
выше по течению на расстоянии в 1 км расположено село Катериновка,
ниже по течению на расстоянии в 3 км расположено село Веселое.
Рядом проходят автомобильная дорога Т-2107 и
железная дорога, ближайшая станция Панютино.

## История
В 1795 году в селе Светловщина (в то время Ивановка) был построен деревянный Трехсвятительский храм в честь Василия Великого, Григория Богослова и Ивана Златоуста, поэтому от этой даты село и ведет свою летопись. В начале XIX века село перешло в собственность коллежского советника Андрея Яковлевича Светловского, и в «Списке населенных мест Екатеринославской губернии» за 1859 год оно уже упоминалось как «Ивановка (Свѣтловщина)» — собственническое село при балке Лозовой. Село насчитывало 16 дворов, имело 102 жителя (42 мужчины и 60 женщин).
В 1908 году село насчитывало 24 двора и 210 жителей (из них 98 мужчин и 112 женщин).
В 1930 году Ивановка имела 54 домовладения. По данным переписи 1926 года в селе жили 253 человека (124 мужчины и 129 женщин).
11 октября 1941 года Ивановка была оккупирована нацистскими войсками. Освобождена, как и соседние с ней населенные пункты Лозовского района, 16 сентября 1943 года.
После Второй мировой войны село некоторое время называлось «Хутор Светловщина», но уже в начале 50-х годов XX века получило название, под которым существует до сих пор.

## Достопримечательности
- Братская могила советских воинов. Похоронено 32 воина.